# Glenanthe iranica
Glenanthe iranica är en tvåvingeart som beskrevs av Canzoneri och Rampini 1992. Glenanthe iranica ingår i släktet Glenanthe och familjen vattenflugor.
Artens utbredningsområde är Iran. Inga underarter finns listade i Catalogue of Life.